# あべこうじのポッドキャスト番長
『あべこうじのポッドキャスト番長』（あべこうじのポッドキャストばんちょう）は、2006年10月2日から2007年3月29日までTBSラジオをキーステーションに生放送されていたナイターオフ番組。
サブテーマに「半年限定プロジェクト」とあった。
放送時間は、日本標準時毎週月曜日から金曜日までの19:00 - 21:00までの2時間帯番組（ネット局は20:00から20:55まで、TBSラジオは「聞けば見えてくる、TBSラジオ」をCM後、SS前に挿入）。

## 内容
時間配分としてはほとんどの時間はスタジオにいるあべこうじと中継先の佐久間一行の会話、あべによるメッセージ紹介となっていた。
- 中継の内容
  - 19時台：「東京行方不明」佐久間のヒントを元に今どこにいるのかを当てる（リスナーはメールやFAXで解答）。
  - 20時台：「さっくんのひとりでできるかな」あべこうじの指令を佐久間が番組終了までにできるか挑戦。

19:30頃から「番長せんせい!」、20:10頃から「すっぴん番長」を内包していく。19時台に2回、20時台に1回「TBSラジオ交通情報」をはさんでいた。

## 出演者
- パーソナリティ：あべこうじ （お笑いタレント）
- 中継番長（この番組の中継担当のこと）：佐久間一行 （通称「さっくん」、お笑いタレント）

### 箱番組
（上・番長せんせい!／下・すっぴん番長）
月曜日
- 長谷川滋利『長谷川滋利の野球術』
- 山崎真実『山崎真実のイヤならいうてな!』

火曜日
- 阿久悠、大沢悠里『悠悠素敵話』
- 加藤夏希『加藤夏希のニュータイプ英単語』

水曜日
- 堀井憲一郎『ずんずん落語』
- 相武紗季『相武紗季のハッピータイム!』

木曜日
- 猪瀬直樹『ニュースの見張番』
- 橋爪功『トヨタプレゼンツ 秋元康の人生はドライブ』

金曜日
- 宮台真司『週刊ミヤダイ』
- 高部あい『高部あい ラジオdeあいでチュッ』

### 過去の出演者
- 水曜日番長せんせい!／竹熊健太郎　『たけくまラジオ』

## ネット局（すべて20:00 - 20:55）

### 月 - 金
- 新潟放送／北日本放送／福井放送／山陰放送／西日本放送／宮崎放送／南日本放送

### 火 - 金
- 北海道放送／青森放送／IBC岩手放送／秋田放送／東北放送／山形放送／ラジオ福島
／山梨放送／北陸放送／静岡放送／中部日本放送／和歌山放送／毎日放送／山陽放送
／中国放送／山口放送／四国放送／南海放送／高知放送／RKB毎日放送／長崎放送
／熊本放送／大分放送／琉球放送

### 水・木
- 信越放送

## 提供スポンサー・CM枠
- 2007年1月より8時台の全国スポンサーとして価格.comが提供していた。
  - 8時台は番組開始当初はアットホームが水曜のみスポンサーだった。これはすっぴん番長「ハッピータイム」の相武紗季が同社イメージモデルとしてコマーシャルに出演したためによる。
  - 7時台は聖教新聞が提供しているが、PTで扱う（8時台も流れている）。

## ポッドキャスティング
番組内容の一部がポッドキャスティングで毎日配信されていた。
1. お願い!プロモ番長 （19時台前半）
2. その筋番長 （多方面で活躍する達人が登場。19時台後半）

また箱番組（日替わり）についても、ポッドキャスティングの配信が行われていた。
「すっぴん番長」については、「トヨタプレゼンツ 秋元康の人生はドライブ」を除きビデオキャスティング配信を行っていた。

## あべさく五番勝負
- 聴取率調査週間：2007年2月19日 - 2月23日の企画。
- 1日ごとにあべと佐久間が対決。5回の勝負で勝ちがパーソナリティ、負けが中継担当になる。
- 結果は佐久間の勝ち。翌週月曜日2月26日の放送は佐久間がパーソナリティ、あべが中継担当になり番組名も「佐久間一行のポッドキャスト番長」になる。
- 「あべちゃんのひとりでできるかな」で、「あべが指令を成功したら明日からパーソナリティに戻す」と佐久間が発言。あべが成功したので翌日からはあべがパーソナリティ、佐久間が中継担当に戻り番組名も元に戻った。
- ほとんどのネット局では、月曜日の放送を行っていないため、佐久間がパーソナリティだった回の放送を聞くことが出来なかった人も少なくない。そのため、番組の公式サイトでは佐久間が放送を行っていた際のスタジオの状況を、一部分のみではあるが動画で配信していたことがある。

## 補足
- プレーオフや日本シリーズでTBSラジオ エキサイトベースボールが放送される地域は放送休止となる。
- 2006年12月20日はTBSラジオ・MBSラジオでボクシング中継のため、TBSは19:30に飛び降り、MBSは休止した。
- 前期の『ブジオ!』を除き、1995年以降のナイターオフの帯番組（本番組および『ザ・ヒットパレード』『e-NITE』『mix』）は全曜日を通して同じメインパーソナリティが担当していたが、翌期以降の番組（『Kakiiin』『ザ・トップ5』『TOKYO JUKEBOX』）では曜日によって交替する形式が続くことになる。ふたたび全曜日通しのメインパーソナリティとなったのは2017年度放送の『THE FROGMAN SHOW A.I.共存ラジオ好奇心家族』のFROGMANで11年ぶりとなった。